# Ilovik
Ilovik (deutsch Nebe, italienisch Isola Asinello) ist eine Insel der Adria. Sie liegt südlich der Insel Lošinj und nördlich von Dalmatien, ist Teil der Kvarner-Bucht und gehört zu Kroatien.

## Geografie
Ilovik ist eine sanft hügelige Insel, der höchste Punkt liegt 91 m über dem Meer, die Fläche beträgt 5,8 km². Die Länge der Küste beträgt etwa 15 km. Die Insel besteht aus kreidezeitlichem und eozänem Kalkstein. Sie ist überwiegend mit der für die Region typischen Macchia und Olivenbäumen bewachsen. Im Südosten der Insel befindet sich eine Sandbucht (Parzine).

## Siedlungsgeschichte und Kultur
Die einzige Siedlung auf der Insel ist der gleichnamige Ort Ilovik mit etwa 85 Einwohnern. Er liegt im Norden der Insel, genau gegenüber der kleinen Felseninsel Sveti Petar (italienisch Santa Pietro di Nembi), auf der sich die Überreste eines Benediktinerklosters, einer venezianischen Festung und der Dorffriedhof befinden. Letzteres führt zur Eigenart auf der Insel, dass Verstorbene ihren letzten Weg mit dem Boot zurücklegen müssen. Die beiden Inseln sind durch einen schmalen, etwa 250 m breiten Kanal voneinander getrennt (Ilovacka Vrata, Porto S. Pietro di Nembi), der gleichzeitig einen natürlichen Hafen bildet. Die Insel ist autofrei und mit Fähren aus Rijeka und Mali Lošinj erreichbar. Die Einwohner der Insel leben primär vom Tourismus und Fischfang, Landwirtschaft hat eine untergeordnete Bedeutung und wird vor allem für den Eigenbedarf betrieben.

Sveti Petar von Ilovik aus gesehen
Ruine der venezianischen Festung auf Sveti Petar